# Bokermannohyla itapoty
Bokermannohyla itapoty é uma espécie de anfíbio da família Hylidae. Endêmica do Brasil, pode ser encontrada nos municípios de Lençóis, Mucugê, Andaraí e Palmeiras, no estado da Bahia.